# Gołąbek (województwo mazowieckie)
Gołąbek – wieś w Polsce położona w województwie mazowieckim, w powiecie siedleckim, w gminie Skórzec. Ma status sołectwa.
W latach 1975–1998 miejscowość administracyjnie należała do województwa siedleckiego. 
W Gołąbku znajduje się m.in. Szkoła Podstawowa, działa tam także Ochotnicza Straż Pożarna włączona w skład krajowego systemu ratowniczo-gaśniczego oraz sekcja piłkarska ULKS Gołąbek.